# 2900 Happiness
2900 Happiness er en dansk dramaserie fra 2007, der er skabt af Thomas Glud og Iben Gylling for TV3 og er produceret af Nordisk Film TV. Serien havde premiere på TV3 den 17. september 2007 og løb frem til 19. november 2009 med i alt 142 afsnit af 30 min. varighed fordelt på 3 sæsoner. På grund af seriens succes med 1. sæsons 47 afsnit, blev der produceret yderligere 94 afsnit af serien, således at serien i alt kom til at bestå af 142 afsnit. Sæson 2 fik premiere mandag den 1. september 2008 kl. 19, på TV3, med et timelangt (inklusive reklamer) afsnit. Tredje og sidste sæson udkom i 2009 

Seriens navn refererer til det danske postdistrikt 2900 Hellerup, hvor serien udspiller sig. Seriens titelmelodi "Moment's Bliss" bliver sunget af Julie. Sangen har desuden hittet i radioen og på diverse hitlister. Især sangens linjer "I traded a moment's bliss, for the price of our happiness" beskriver godt, hvad serien handler om, nemlig at personerne i serien er villige til at ofre deres egen lykke for et ofte kortsigtet mål.

## Handling
Seriens omdrejningspunkt er familien Von Bech. Sønnen Jan Erik har succes som ejendomsmægler, og det ligger i kortene at han skal overtage driften af Hellerups største firma, KE Invest, efter faderen, Karl Erik. Jan Erik skal giftes med fotomodellen Maibritt Skovgaard, også kaldet Majse. De synes at være det perfekte par, men der viser sig at gemme sig flere skeletter i skabet. Karl Erik møder til brylluppet Majses storebror, Sten, som bliver direktør i familiedynastiet. Det falder imidlertid ikke i god jord hos alle – og så er dramaet i gang...

## Medvirkende
- Sten Skovgaard (spillet af Jesper Lohmann) er en af landets bedste advokater. Han og hans kone Hanne og datteren Freja boede først i Holbæk. Men da Sten fik tilbuddet af hans svogers far Karl Erik, om at blive den nye direktør for Karl Eriks fars magtfulde firma KE Invest, tog han imod det, og derfor blev han og hans familie nødt til at flytte til Hellerup og starte en hel ny tilværelse. Sten var en god direktør, men blev snydt af Jan Erik, som sammen med sin mor planlagde at overtage sin fars firma. Efter det har han befundet sig på grænsen af at have magt, og er flere gange efter både blevet snydt igen, men har også fået mange magtfulde kontakter og venner i Hellerup. Sten er som regel en mand der er rimelig nede på jorden, men også en der kan lide at tage chancer. Han er meget retskaffen og går meget op i at opholde loven. Han er et varmt menneske og han har en stor samvittighed, der i sidste ende drev ham til at melde sig selv efter at have bestukket Hellerups borgmester. Han og hans kone Hanne har været gift i mange år og på overfladen så det ud til at være det perfekte forhold. Men mange problemer kom med magt og penge, og sent i serien havde Sten en affære med sin kones chef. Selvom han ufortrødent fortsatte i lang tid, fik han dog til sidst samvittigheds kvaler og tilstod. Hans forhold til sin datter Freja virker stærkt og selvom han ikke er den der taler og lytter mest til teenagedatterens problemer, er han der alligevel de fleste gange for hende og kommer med råd og vejledninger. Sten og hans lillesøster Majse, ser også ud til at have et tæt forhold, selvom det vanskeliggøres lidt, at hun er gift med Jan Erik, som ikke tøver med at snyde og misbruge Stens tillid. Sten har også en  storesøster, som han også til tider ser og virker gode venner med.
- Hanne Skovgaard (spillet af Susanne Storm) er Stens kone og Frejas mor. Hanne er uddannet psykoterapeut og kan godt lide at hjælpe andre med deres problemer og give gode råd. Hun har i starten af serien problemer med sin 16-årige datter Freja som begyndte at komme ind i den voksne verden. Men Hanne er en meget blid og meget forstående person og hendes forhold med hendes datter er meget stærkt. Hanne hjælper blandt andre også Majse meget med hendes tanker og følelser. Hannes forhold til sin mand er meget stærkt og hun elsker ham meget højt. Da hun finder ud af affæren hendes mand havde med hendes chef, konfronterer hun ham ikke, men venter tålmodigt på at han selv skal indrømme. Og da han endelig gør det, er hun dybt såret, men trods alt hvad han har udsat hende for, beslutter hun sig for at tilgive ham alligevel og prøve at holde sammen på familien.
- Freja Skovgaard (spillet af Mia Nielsen-Jexen) er datter af Sten og Hanne Skovgaard. Hun startede med at virke som en til dels meget uskyldig og lidt naiv pige. Men da hun begynder at komme ind i den voksne verden får hun store problemer, bl.a. med stoffer. Hun kommer dog igennem det og udvikler sig efterhånden til at være en moden og bestemt ung kvinde. Freja er dog stadig en lidt forvirret, men trods alt sød pige, der aldrig ville såre nogen. Hun er også, ligesom sine forældre, meget nede på jorden og, stik modsat de fleste i Hellerup, interesserer hun sig overhovedet ikke for magt eller penge. Samtidig har hun udviklet sig til en benhård journalist. Hun er meget direkte og er ikke bange af sig. Hun elsker begge sine forældre højt, men vil samtidig gerne være meget selvstændig. Udover det har Freja haft et langtidsforhold med sin kæreste Simon, som hun stadig, efter at hun følte at hun var nødt til at slå op, stadig elsker meget højt.
- Karl Erik Von Bech (spillet af Kjeld Nørgaard) er en magtfuld forretningsmand og ejer af KE Invest. Han er gift med overklassekvinden Benedikte og har to sønner: Jan Erik og Jens Erik. Karl Erik kan til tider virke som en meget sympatisk mand, men han lader intet stå i vejen for ham når det kommer til forretning, ikke engang hans egne sønner. Hans yngste, Jens Erik, drev han væk ved at presse ham til at overtage firmaet og så lade ham i stikken. Hans anden søn, Jan Erik, ville han på et tidspunkt endda lægge sag an mod og destruere alt hvad han ejede hvis det ikke blev som han ville have det. Jan Eriks forhold med hans kone virker ikke til at indeholde meget kærlighed heller, men virker mere rent praktisk og mere for det ydres skyld. Ikke desto mindre holder de sammen og har hver især en forståelse for hinanden.
- Benedikte Von Bech (spillet af Malene Schwartz) er kone til Karl Erik og mor til Jan Erik og Jens Erik. Hun er en traditionel overklasse-kvinde som højst sandsynligt er blevet båret rundt på et sølvfad hele sit liv.. Hun er arrogant og ekstrem selvbevidst; går meget op i hvordan hende og hendes familie ser ud og bliver opfattet. På det ydre virke Benedikte meget ufølsom, bl.a. i den måde hun manipulerer og tvinger hendes yngste søn til at gifte sig med en kvinde, som homoseksuel. Men i slutningen af serien ser man også at hun faktisk bekymrer sig langt mere om hendes sønner end hendes mand gør og bliver sønderknust da hun finder ud af at de ikke vil vide af hende mere. Hun så ud til at have et bedre forhold til sin ældste søn Jan Erik, som hun beskriver som mors dreng. Men hun havde også før et udmærket forhold til Jens Erik, som hun også var en del mere forstående med end hendes mand, da han fortalte hende at han var homoseksuel.
- Jan Erik Von Bech (spillet af Peter Reichhardt) er forretningsmand og søn af ejeren af KE Invest Karl Erik og Benedikte. Han har en datter på Frejas alder, Mercedes, som han fik med sin første kone Isabel. Derefter giftede han sig igen med Stens søster Majse, som han så også skilte sig fra igen. Jan Erik har gang på gang vist sig at have absolut ingen skrupler, ingen samvittighed overhovedet, og hælder til at have stærke psykopatiske træk. Han snyder og bedrager og udnytter alle andre på det groveste ved enhver given mulighed, selv hans koner Isabel og Majse, og endda hans egen datter. Da hans første kone Isabel fik en fødselspsykose, udelukkede han hende blot fuldstændig fra hans liv, samt hans nyfødte datter, hvilket drev Isabel til at prøve at dræbe hendes baby-datter. Efter det tog han dog datteren ind og opdragede Mercedes efter sine bedste egenskaber. Han giftede sig igen med Majse, hvilkes liv han også gjorde så surt at hun valgte at forlade ham igen, selvom hun stadig var meget forelsket. Jan Erik har også gang på gang snydt hans svoger og nabo Sten, og i sidste ende fik han Sten smidt i fængsel, mens han selv fraskrev sig al ansvar. Hans forhold med hans datter Mercedes kan beskrives som meget ustabilt, og Mercedes forlod ham på et tidspunkt og rejste med hendes mor Isabel til et andet land, men kom dog tilbage til Hellerup igen. Jan Erik elsker sin datter, men er for det meste ufølsom over for hende og virker ligeglad med hendes følelsesliv. Hvis han beslutter at gøre noget godt for andre, er det med stor sandsynlighed for egen vindings skyld.
  - Jens Erik Von Bech (spillet af Pelle Hvenegaard) er søn af ejeren af KE Invest Karl Erik og Benedikte. Han er homoseksuel og giftede sig på et tidspunkt med sin kæreste Thomas. I starten virkede han meget fjern fra det kolde og brutale forretningsmiljø i Hellerup, og drev et fitnesscenter. Men ved sin mors manipulation, blev han draget ind i noget han ikke ville; blev bl.a. hans fars efterfølger til firmaet KE Invest og blev tvunget til at gifte sig med en kvinde, efter hans mand Thomas fik nok og forlod ham. Jens Erik virker i det hele taget til at være frisk og ung, med masser af personlighed og varme. I tiden som firmaejer blev han dog kort arrogant og følelseskold, og virkede meget ligeglad med alt og alle udover firmaet. Da Jens Erik omsider fik nok, blev han dog sig selv igen, og virkede til at fortryde det hele. Han fralagde sig al ansvar med hensyn til firmaet. I slutningen af serien, rejser han med beskeden om at han aldrig vil se nogle af dem igen, ej heller hans egen familie, og han finder sammen med Thomas igen. Jens Eriks forhold til sine forældre virker meget fjernt og man får ikke så meget at vide om det, andet end han ikke kunne holde dem ud i ret lang tid af gangen og følte sig meget svigtet. Jens Eriks forhold til sin storebror Jan Erik er heller ikke for godt. Jan Erik virker tit hånlig overfor ham og de ser ikke meget til hinanden. Jens Erik havde også tidligere et overvejende romantisk forhold med Hanne, Stens kone, der tidligere var meget forelsket i ham, men de efterlod det dog ved bare et venskab.
- Maibritt (Majse) Von Bech (spillet af Sofie Lassen-Kahlke) er Jan Eriks tidligere kone og børnebogsforfatter. Majse var engang model, men opgav det, da hun indså at hun var blevet for gammel. Majse var i lang tid meget forelsket i hendes mand, og ønskede også virkelig meget at få børn i modsætning til Jan Erik. Hun havde meget svært ved at komme ud af det forhold og virkede meget forvildet. Majse virker til tider naiv og skrøbelig, hun gik bl.a. ned efter hendes skilsmisse og blev indlagt på den lukket afdeling efter at have prøvet at begå selvmord. Men Majse er også en meget sød og forstående pige, der holder meget af børn og også har et tæt forhold til drengen Danni, som hun på et tidspunkt prøvede at adoptere. Hendes forhold til hendes storebror Sten virker også meget stærkt og både Sten og hendes storesøster Charlotte støtter hende meget.
- Mercedes Von Bech (spillet af Christiane Schaumburg-Müller) er datter af Jan Erik og hans første kone Isabel. På mange måder minder Mercedes meget om sin far. Hun er for det meste kold, arrogant og virker fuldstændig ligeglad med hvem hun sårer. Dog er hun ikke så slem som Jan Erik, i den forstand at hun stadig prøver at hjælpe hendes venner og hun kan godt kort være sød og forstående til tider. Men for det meste virker hun meget overfladisk og tænker kun på hendes udseende og hendes penge. Hun er meget flakkende og ved ikke rigtig hvad hun vil, bare at hun vil blive ved med at være rig og have magt. Hun prøvede på et tidspunkt at blive taskedesigner, men selvom taskerne var en succes, droppede hun det i håbet om noget mere seriøst med mere magt. Hun slog til stort set med det samme, da hendes far tilbød hende en stilling som direktør i en ungdomsafdeling i hans havneprojekt, men droppede det dog kort efter, da hun opdagede at hun var blevet snydt af ham. Da serien sluttede havde Mercedes fået tilbudt, af sin bedstefar Karl Erik, at overtage KE Invest og virkede meget interesseret i den magtfulde stilling som direktør. Hendes forhold til hendes far er meget turbulent og selvom hun holder af ham, tøvede hun alligevel ikke med at rejse til et andet land for at komme væk fra ham. Hendes mor og hende virker til gengæld til at have et meget tæt forhold og Mercedes elsker hendes mor meget højt. Hun har også et godt forhold til hendes bedstefar Karl Erik, som hun virker til at have stor respekt for og lytter til hans råd og vejledning. Mercedes har også haft en del romantiske interesser, deriblandt Simon, som det virkede til at hun droppede ret hurtigt og fuldstændig smertefrit fra hendes side af. Hun var også kærester med småforbryderen og psykopaten Kevin, som hun langt efter at deres forhold sluttede stadig var tiltrukket af. Hendes sidste kæreste i serien var Michael von Stjerne, en meget indflydelsesrig mand, hvis forældre ejer et gods. Mercedes faldt først for ham efter mange måneders tilbedelse fra hans side og forlovede sig faktisk, mens hun planlagde at flytte ind på godset sammen med ham. Hun droppede dog det efter at Michael gav hende valget om at flytte ind med ham eller blive direktør i hendes fars havneprojekt. Hun afbrød forlovelsen kort og brutalt, og uden at vise den mindste skygge af følelser overhovedet forlod ham uden at se sig tilbage.
- Simon Henriksen (spillet af Søren Bregendal) kom oprindeligt fra Køge og er Mercedes og Frejas tidligere kæreste. Virker meget harmløs, men har en baggrund med narkotika. Er musiker.

## Bipersoner
- Elin Reimer – Ingeborg (Sæson 1)
- Peter Aude – Ole John (Sæson 1)
- Helene Egelund – Camilla (Sæson 1)
- Christina Chanee – Kimmie (Sæson 1)
- Jon Lange – Helmuth (Sæson 1)
- Ann Lykke – Nikoline (Sæson 1)
- Peder Holm Johansen – Jeppe (Sæson 1)
- Ulver Skuli Abildgaard – Gunnar (Sæson 1)
- Jørgen Brorsen – Flyttemand (Sæson 1)
- Vibeke Ankjær – Lise (Sæson 1)
- Niels Anders Thorn – Gert Riis Borg (Sæson 1, 2 og 3)
- Signe Skov – Politikvinde (Sæson 1)
- Puk Scharbau – Mannon (Sæson 1)
- Jakob B. Engmann – Politibetjent (Sæson 1)
- Rosa K. Frederiksen – Eva (Sæson 1 og 2)
- Per Scheel-Krüger – Politibetjent (Sæson 1)
- Thomas Magnussen – Alexander Friis/Vred Far (Sæson 1 og 2)
- Anne Birgitte Lind – Bitten (Sæson 1)
- David Owe – Kevin Jensen (Sæson 1, 2 og 3)
- Søren Sundby – Nikolaj Severin (Sæson 1)
- Berte Fischer-Hansen – Isabella Windfeld Jørgensen (Sæson 1)
- Nadia Loran – Journalist Praktikant (Sæson 1)
- Peter Hartmann – Politibetjent (Sæson 1)
- Jesper Olsen – Politibetjent (Sæson 1)
- Iben Dorner – Journalist (Sæson 1 og 2)
- Shanna Pedersen – Journalist (Sæson 1 og 2)
- Lene Axelsen – Dame i venteværelset (Sæson 1)
- Adam Brix Schächter – Fitness worker (Sæson 1)
- Lasse Baunkilde – Daniel (Sæson 1)
- Bjørn Vikkelsø – Boksetræner (Sæson 1)
- Claudio Morales – Vuk (Sæson 1)
- Marie Caroline Schjeldal – Rebekka (Sæson 1)
- Stanislav Sevcik – Jannik (Sæson 1)
- Martin Hestbæk – Thomas Walin (Sæson 1 og 2)
- Jens Jacob Tychsen – Lars (Sæson 1)
- Niels Weyde – Eiler Blenkenberg (Sæson 1 og 2)
- Marianne Gammelgaard – Kvinde i massagerum (Sæson 1)
- Kristian Luc – Vært (Sæson 1)
- Jens Chr. Holland – Plejer (Sæson 1)
- Elisabeth von Rosen – Sygeplejske (Sæson 1)
- Tom Jacobsen – Bankdirektør Junkersen (Sæson 2)
- Lotte Andersen – Isabel (Sæson 2 og 3)
- Jamile Massalkhi Rudolf – Kamma (Sæson 2)
- Klaus Tange – Christoffer (Sæson 2)
- Barbara Zatler – Politibetjent (Sæson 2)
- Einar Gensø – Hr. Gudmundsen (Sæson 2)
- Allan Skaarup Jensen – Ung fyr (Sæson 2)
- Christa Walddorff – Sygeplejerske Monica (Sæson 2)
- Dan Schlosser – Herman Bendsen (Sæson 2)
- Claus Damgaard – Henrik Holck (Sæson 2)
- Mads Hjulmand – Ung fyr (Sæson 2)
- Lars Oluf Larsen – Preben (Sæson 2)
- Nastja Arcel – Therese (Sæson 2)
- Mattias Tulested – Danny Eskildshøj (Sæson 2 og 3)
- Birgitte Raaberg – Bente Brix, Psykolog (Sæson 2)
- Julie Carlsen – Katja Eskildshøj Dannys mor (Sæson 2)
- Peter Oliver Hansen – Nikolaj Vestergaard (Sæson 2)
- Karen-Lise Mynster – Gudrun Lemcke Schmidt (Sæson 2 og 3)
- Niels Vendius – Øldrikker i Nordvest-kvarteret (Sæson 2)
- Allan Hyde – Max (Sæson 2)
- Helene Reingaard Neumann – Klara (Sæson 2 og 3)
- Clara Maria Bahamondes – Maja (Sæson 2)
- Emilie Falk Hansen – Politikvinde (Sæson 2)
- Klaus Hjuler – Politibetjent (Sæson 2)
- Frederikke Thomassen – Karoline (Sæson 2)
- Claes Bang – Borgmester Hans Holm (Sæson 2 og 3)
- Sebastian Jessen – Thorleif (Sæson 2 og 3)
- Josephine Johansen – Ung pige (Sæson 2)
- Sofie Østergaard – Ung pige (Sæson 2)
- Jan Tjerrild – Kriminalbetjent (Sæson 2)
- Christina Lauersen – Betjent med hund (Sæson 2)
- Rie Maktabi Grue – Henriette (Sæson 2)
- Mathilde Norholt – Silke (Sæson 2 og 3)
- Lin Kun Wu – Lin Jun (Sæson 2)
- Ole Dupont – Forretningsmand (Sæson 1 og 2)
- Anders Ahnfeldt-Rønne – Vice Borgmester (Sæson 2)
- Anders Bobek – Gustav (Sæson 2)
- Sune Q. Geertsen – Pakkepost (Sæson 2)
- Henrik Weel – Harald (Sæson 2)
- Lisbeth H. Pedersen – Carla (Sæson 2)
- Sander Schacht – Felix Skovgaard (Sæson 2 og 3)
- Morten Christensen – Postbud (Sæson 2)
- Henrik Fiig – Leif, keybordspiller (Sæson 2)
- Lars Ranthe – Finn (Sæson 2)
- Jimmy Jørgensen – Adam (Sæson 2 og 3)
- Anna Tulestedt – Fængselsbetjent (Sæson 2)
- Magnus Berg – Toke (Sæson 2)
- Gerard Bidstrup – Per (Sæson 2)
- Linda Elvira – Vred Mor (Sæson 2)
- Hedehusets Gemma og Hedehusets Bellis – Doggy (Sæson 3)
- Dar Salim – 2. pilot (Sæson 3)
- Sandra Sencindiver – Milla (Sæson 3)
- Christoffer Svane – Michael von Stjerne (Sæson 3)
- Anne-Louise Abegg – Kit (Sæson 3)
- Caecilie Carlsen – Siri (Sæson 3)
- Stine Hjelm – Carla (Sæson 3)
- Thomas Biehl – Brandmand (Sæson 3)
- Morten Hebsgaard – Nabo (Sæson 3)
- Finn Nielsen – Niels Bondesen (Sæson 3)
- Morten Hauch-Fausbøll – Betjent (Sæson 3)
- Sarah Boberg – Advokat (Sæson 3)
- Trine Pallesen – Karina Jessen (Sæson 3)
- Caspar Phillipson – Arthur (Sæson 3)
- Petrine Agger – Læge (Sæson 3)
- Anne Louise Hassing – Mette (Sæson 3)
- Peter Palshøj – TV-journalist på TV News (Sæson 3)
- Rikke Grønkjær – Sygeplejeske (Sæson 3)
- Henrik Larsen – Frede (Sæson 3)
- Bjarne G. Nielsen – H.C. Andersen (Sæson 3)
- Anne Sofie Espersen – Beatrice von Stjerne (Sæson 3)
- Mikkel Vadsholt – Finn (Sæson 3)
- Ulle Bjørn Bengtsson – Arbejdsmand (Sæson 3)
- Torben Sekov – Klaras far (stemme) (Sæson 3)
- Paul Hüttel – Jørgen Windfeld (Sæson 3)

## Fiktive virksomheder
- KE Invest – er et investeringsselskab fra Hellerup. Grundlagt af Karl-Erik og derefter har begge hans børn (Jan-Erik og Jens-Erik) været med, også Sten har været inde over i 1. sæson.
- Radio 2900 – er en lokalradiostation fra Hellerup. Simon købte stedet af den tidligere ejer Niels Bondesen (spillet af Finn Nielsen).

## Musik
Seriens titelmelodi "Moment's Bliss" bliver sunget af Julie.
I 2009 blev der udgivet et soundtrack med titlen 2900 Happiness – The Soundtrack med sange fra serien. Blandt de medvirkende kunstnere var Joey Moe, Medina, Mads Langer, Johnny Deluxe, Aura, og Celina Ree samt Søren Bregendal der også spillede med i serien. 